# Sofía Petro
Sofía Petro Alcocer (Bogotà, 2002) és una activista pels drets de les dones colombianes. És filla del president de Colòmbia Gustavo Petro i la seva tercera esposa, Verónica Alcocer.
Sofia ha expressat moltes vegades el seu suport incondicional a les comunitats més desafavorides del seu país des de la seva posició de privilegiada, s'ha autoanomenat feminista i activista mediambiental, la lluita per les causes feministes i els drets de la comunitat LGTBI. Sofia ha participat en diversos fòrums mediambientals.